# خوان كارلوس أغيليرا
خوان كارلوس أغيليرا (بالإسبانية: Juan Carlos Aguilera)‏ ولد 22 مايو 1969 في مدريد، هو لاعب كرة قدم إسباني دولي سابق كان يلعب كمدافع. سبق له أن لعب في كأس العالم لكرة القدم مع منتخب بلاده. لعب خلال مسيرته 453 مباراة سجل خلالها 35 هدفاً.

## مرحلة الشباب

### أندية لعب لها
- أتلتيكو مدريد

## المسيرة الاحترافية

### أندية لعب لها
- أتلتيكو مدريد
- نادي تينيريفي

## روابط خارجية
- خوان كارلوس أغيليرا على موقع الاتحاد الدولي (مؤرشف)  (الإنجليزية)
- خوان كارلوس أغيليرا على موقع قاعدة بيانات كرة القدم.إي يو (الإنجليزية)
- خوان كارلوس أغيليرا على موقع ناشيونال فوتبول تيمز (الإنجليزية)
- خوان كارلوس أغيليرا على موقع عالم كرة القدم.نت (الإنجليزية)